# Saga fragment
Saga fragment voor piano and small orchestra is een compositie van Arnold Bax.
Het werk vond haar basis in een werk dat Bax wilde schrijven voor een tournee van zijn muze en liefde pianiste Harriet Cohen. In plaats van een geheel nieuw werk te componeren, haalde hij het enige deel van zijn pianokwartet uit 1922 uit de kast en orkestreerde dat, met hier en daar een aanpassing. Cohen speelde op 21 oktober 1933 onder leiding van Constant Lambert in Queen's Hall voor het inderdaad mee te nemen naar de Verenigde Staten, waar de Amerikaanse première plaatsvond in The Town Hall in New York op 3 december 1933. Het pianokwartet kwam uit de pen van Bax ten tijde van zijn orkestratie van zijn Symfonie nr. 1 en deelt derhalve in de sfeer een verwijzing naar de Eerste Wereldoorlog en de Paasopstand in Ierland. Bax hield het zelf in een programmaboekje van destijds op lang vergeten veldslagen in het noorden van het eiland Ierland.
Het werk is opgedragen aan Harriet Cohen, maar dat staat in haar handschrift in het manuscript.
Orkestratie:
- solopiano
- 1 trompet
- 2 man/vrouw percussie
- violen, altviolen, celli, contrabassen

In 2017 zijn er slechts twee opnamen van dit werk beschikbaar:
- Uitgave Chandos: Margaret Fingerhut met het London Philharmonic Orchestra onder leiding van Bryden Thomsen (1986)
- Uitgave Naxos: Ashley Wass met het Bournemouth Symphony Orchestra onder leiding van James Judd (2010)